# Camboriú (kommun i Brasilien)
Camboriú är en kommun i Brasilien.   Den ligger i delstaten Santa Catarina, i den södra delen av landet, 1 300 km söder om huvudstaden Brasília. Antalet invånare är 62 289.
I omgivningarna runt Camboriú växer i huvudsak städsegrön lövskog. Runt Camboriú är det tätbefolkat, med 369 invånare per kvadratkilometer.